# Peter van Dijk (1975)
Peter van Dijk (1975), die ook publiceert onder de naam Peter Duijk, is een Nederlandse kinderboekenschrijver, uitgever en trainingsacteur.

## Levensloop
Peter van Dijk studeerde Nederlandse taal- en letterkunde in Utrecht en werkte daarna als redacteur en uitgever, o.a. bij Boekencentrum en  Vuurbaak. 
In 2013 debuteerde hij als auteur met De toekan en de campingkok, een serie kinderverhalen, volgens een bijzonder concept: de kinderen in het verhaal moeten telkens een dier, een beroep en een plaats kiezen, waarover de vaderfiguur vervolgens een verhaal moet verzinnen. Het jaar erna volgde De lynx rechts, volgens een vergelijkbaar idee. 
In 2025 kwam, onder het pseudoniem Peter Duijk, De geniale avonturen van Tony Confetti uit, het begin van een reeks kinderboeken over de zoon van een kostuumwinkelhouder. 